# Posta Uganda
Uganda Post Limited, alias Posta Uganda est l’opérateur public responsable du service postal en Ouganda.

## Réglementation
Conformément à la loi, Uganda Post Limited est tenue de fournir des services réservés et des services obligatoires. La portée des autres services fournis est déterminée par le marché. 

## Activités
Les services de Posta Uganda comprennent :
- le transport par lettre et par colis,
- un service de messagerie express (EMS),
- les transferts d'argent locaux et internationaux,
- les services Internet,
- la philatélie pour les collectionneurs,
- le transport public abordable par Post Bus,
- la distribution de journaux, les magazines
- agent des fournisseurs de télécommunications.